# Saleh Gomaa
Saleh Gomaa (El Arish, 1 augustus 1993) is een Egyptisch voetballer die bij voorkeur als centrale middenvelder speelt. Hij speelt sinds 2014 bij het Portugese CD Nacional. In 2011 maakte Gomaa zijn debuut in het Egyptisch voetbalelftal.

## Clubcarrière
Op 13 maart 2011 maakte Gomaa zijn debuut in de Egyptische competitie voor ENPPI Club tegen El-Gouna. In mei 2013 testte hij bij RSC Anderlecht; daarna volgde Gomaa een periode bij Borussia Dortmund. Bij geen van beide clubs kwam hij echter niet terecht; ENPPI leende hem in januari 2014 voor de rest van het seizoen 2013/14 uit aan CD Nacional. Aldaar maakte Gomaa op 20 januari zijn debuut in de Portugese competitie tegen GD Estoril-Praia (2–2 gelijkspel). Hij verving zijn landgenoot Ali Ghazal na 33 minuten speeltijd, toen Gomaa tegen een 0–2 achterstand aankeek. Zijn eerste doelpunt in Portugal maakte Saleh Gooma op 8 februari in het competitieduel tegen Belenenses (2–0). In augustus 2014 nam hij met zijn club deel aan de voorrondes van de UEFA Europa League 2014/15. Hij speelde in de twee wedstrijden tegen Dinamo Minsk, die beide verloren werden.

## Interlandcarrière
Saleh Gomaa speelde meer dan twintig interlands in het Egyptisch elftal onder 21. Op 8 oktober 2011 maakte hij zijn debuut in het Egyptisch voetbalelftal in een kwalificatiewedstrijd voor het Afrikaans kampioenschap voetbal 2012 tegen Niger (3–0 winst). Na 69 minuten was hij de vervanger van Ahmed Magdi.